# فسكت (باكينجهامشير)
فسكت (بالإنجليزية: Foscott, Buckinghamshire)‏ هي قرية وأبرشية مدنية تقع في المملكة المتحدة في إنجلترا. يقدر عدد سكانها بـ 31 نسمة .